# Betrayed by a Handprint
Betrayed by a Handprint é um filme policial de cinema mudo em curta metragem estadunidense, escrito e dirigido por D. W. Griffith em 1908.

## Elenco
- Florence Lawrence... Myrtle Vane
- Harry Solter... Mr. Wharton
- Linda Arvidson
- Kate Bruce
- Gene Gauntier
- George Gebhardt
- Mack Sennett